# Y 2400
,
Les Y 2400 sont des locotracteurs légers de la SNCF.

## Description
Descendants des Y 2200 dont ils reprennent un certain nombre de paramètres, et cousins des Y 5100 dont ils reprennent la caisse et le châssis, les Y 2400 étaient destinés à assurer les mêmes services, c’est-à-dire des manœuvres légères dans les gares ou les dépôts. 
Le moteur thermique, fourni par Alstom, est un diesel à six cylindres en ligne refroidi par air.
La transmission, identique à celle des Y 2200, est assurée par une boîte mécanique à quatre vitesses et deux régimes de marche, soit huit vitesses au total, l'entraînement des essieux se faisant par chaînes.

## Effectifs par réseaux du 1er janvier 1966[3],[4]jusqu'à celui de 1973[5]et dépôts titulaires[5],[6],[7],[8]
- Réseau Est 1 : 4[3],[4], 9[5]
- Réseau Nord 2 : 2[3],[4],[5]
- Réseau Ouest 3 : 6[3],[4], 11[5]
- Réseau Sud-Ouest : 16[3],[4], 25[5]
- Réseau Sud-Est : 21[3],[4], 72[5]
- Réseau Méditerranée : 30[3],[4]
- Chalindrey[5],[6],[7],[8]
- Mohon[5],[6]
- Strasbourg[5],[6],[7]
- La Plaine[5],[6],[7]
- Lens[5]
- Achères[5],[6],[7],[8]
- Sotteville[5],[6],[7],[8]
- Rennes[5],[6],[7],[8]
- La Rochelle[5],[6]
- Paris - Sud-Ouest[5],[6],[7]
- Tours - Saint-Pierre-des-Corps[5],[6],[7],[8]
- Poitiers[5]
- Bordeaux - Saint-Jean[5],[6],[7],[8]
- Limoges[5],[6],[7],[8]
- Brive[5],[6]
- Toulouse[5],[6],[7],[8]
- Tarbes[5],[6],[7],[8]
- Villeneuve[5],[6],[7],[8]
- Nevers[5],[6],[7],[8]
- Dijon-Perrigny[5],[6],[7],[8]
- Vénissieux[5],[6],[7]
- Chambéry[5],[6],[7],[8]
- Marseille-Blancarde[5],[6],[7],[8]
- Nîmes[5],[6],[7]
- Longueau[6],[7]
- Avignon[6],[7],[8]
- Lyon-Vaise[8]
- Béziers[8]
- Caen[8]
- Hendaye[8]

## Utilisation
En 1993, la série est complètement radiée et a totalement disparu des effectifs SNCF. Néanmoins, certains locotracteurs subsistent encore comme LOCMA (LOCotracteur de MAnœuvre) dans des dépôts ou Établissements Maintenance Traction (EMT) et ateliers ou Établissements Industriel Maintenance Manutention (EIMM). Immatriculés en tant que gros outillage, ils ne peuvent en aucun cas sortir de leur établissement.
Ils ont également été repris en grand nombre pour des embranchements particuliers qui apprécient les nombreux marchepieds, la robustesse, et la fiabilité de ces engins. À l'occasion d'un reconditionnement, certains sont munis d'un système de radio-commande permettant à un seul agent d'assurer la manœuvre.
Cette série d'engins est la dernière famille « petite puissance » étant donné l'augmentation de la masse des trains dans les années qui suivirent et la diminution progressive du trafic de marchandises par wagon isolé.

## Préservation
- Y 2402 : préservé en état de marche par le Chemin de Fer Touristique du Rhin (CFTR) ;
- Y 2406 : exposé en monument sur un rond-point à Varennes-Vauzelles (Nièvre) ;
- Y 2410 : exposé en monument à Charleville-Mézières (Ardennes) ;
- Y 2422 : préservé par le Chemin de Fer de Bon Repos (CFBR) ;
- Y 2423 : préservé par l'Écomusée du Haut-Pays et des Transports (EHPT) ;
- Y 2456 : préservé par le Train du Pays Cathare et du Fenouillèdes (TPCF) ;
- Y 2461 : préservé en état de marche par le Chemin de Fer de la Vallée de l’Eure (CFVE) ;
- Y 2475 : préservé par le Train Touristique des Monts du Lyonnais (TTML) ;
- Y 2488 : exposé en monument sur un rond-point à Les Avenières (Isère) ;
- Y 2498 : préservé en état de marche par le Chemin de Fer Touristique du Rhin (CFTR) ;
- Y 2507 : préservé en état de marche par l’AJECTA au Musée vivant du chemin de fer à Longueville.

## Modélisme
Les Y 2400 ont été reproduits à l'échelle HO par les artisans Télétrain et Haxo Modèle, sous forme de kit à monter en laiton, ainsi qu'à l'échelle O par les artisans AMJL et DJFR, sous forme de kit laiton à monter.